# Mike Doughty
Mike Doughty (* 10. Juni 1970 in Fort Knox, Kentucky als Michael Doughty) ist ein US-amerikanischer Sänger und Songwriter. Seine berühmtesten Lieder sind „Looking at the World from the Bottom of a Well“ und „I Hear the Bells“, die in bekannten Fernsehsendungen (u. a. Grey’s Anatomy und Veronica Mars) Verwendung fanden.

## Biografie
Doughty ist in einer Militärfamilie aufgewachsen. Aufgrund dessen reiste er in seiner Kindheit viel durch die USA und Europa. Seine Jugend verbrachte er auf der United States Military Academy in West Point. Später besuchte er dann das „Bard College at Simon's Rock“ in der Kleinstadt Great Barrington, Massachusetts, um aber im Anschluss nach New York zu ziehen und dort an der „New School University“ Dichtung zu studieren.

## Musikkarriere
Während er Anfang der 1990er Jahre im New Yorker Club Knitting Factory arbeitete, lernte er die Musiker kennen, mit denen er im Jahr 1992 die Experimental-Band Soul Coughing gründete. Im Jahr 2000, nach bandinternem Streit und einer Heroinabhängigkeit Doughtys, löste sich die Band auf. Es gelang ihm jedoch seine Heroinabhängigkeit zu besiegen. Kurze Zeit später begann er mit seinem bereits 1996 (an nur einem Tag) aufgenommenen Akustik-Album Skittish durch Nordamerika zu touren. Dabei trat er als Solokünstler auf und kümmerte sich auch selbst um den Verkauf der CDs nach den Konzerten. Zwei weitere Alben – Smofe + Smang und Rockity Roll – erschienen 2002 bzw. 2003 in Eigenregie. Erst die 2005 erschienene LP Haughty Melodic wurde von Dan Wilson, dem Sänger und Gitarrist der Band Semisonic über einen Zeitraum von zwei Jahren aufgenommen und produziert. Veröffentlicht wurde das Album dann auf Dave Matthews’ Label „ATO Records“, wo auch das Nachfolgealbum Golden Delicious im Februar 2008 erschien. Mit dem Song Looking at the World from the Bottom of a Well, für den auch ein Musikvideo gedreht wurde, trat Doughty u. a. bei der Late Show with David Letterman auf.

## Diskografie
- Skittish (LP, 2000)
- Smofe + Smang Live in Minneapolis (LP, 8. Juli 2002)
- Rockity Roll (EP, 2003)
- Skittish/Rockity Roll (Re-Release, 7. Dezember 2004)
- Haughty Melodic (LP, 3. Mai 2005)
- The Gambler EP (EP, 2005; über iTunes veröffentlicht)
- Golden Delicious (LP, 19. Februar 2008)
- Sad Man, Happy Man (LP, 24. Oktober 2009)
- Dubious Luxury (EP, 2011)
- Yes and also Yes (LP, 30. August 2011)
- The Question Jar Show (Doppel-LP, 31. Januar 2012)
- Circles, Super Bon Bon, and The Very Best of Soul Coughing (LP, September 2013)
- Water and Washington (LP)
- Live at Ken’s House (LP, September 2014)
- Stellar Motel (LP, September 2014)
- The Heart Watches While the Brain Burns (LP, 14. Oktober 2016)
- Ghost of Vroom 2 (EP, 25. September 2020)
- Ghost of Vroom 1 (EP, 18. März 2021)
- Ghost of Vroom 3 (LP, 1. September 2023)

## Bibliografie
- Slanky, Soft Skull Press, 2003, ISBN 978-1-887128-71-1.

## Sonstiges
- 1996 hatte er einen Gastauftritt in dem Song Bond vom Album Don Solaris der Band 808 State.
- Never Gonna Come Back Down ist ein Lied aus dem Jahr 2000, das Doughty mit BT für dessen Album „Movement in Still Life (US-Release)“ aufnahm.
- Beim Album Mink Car (2001) der Band They Might Be Giants sang er bei den Songs Mr. Xcitement und Your Mom's Alright mit.
- Der Albumtitel Haughty Melodic ist ein Anagramm des Namens Michael Doughty.
- Bei der Question Jar Tour 2007/2008 ermöglichte es Doughty seinen Fans, Fragen zu stellen, die vor dem Konzert in einem Topf gesammelt und dann während des Konzertes zwischen den einzelnen Liedern von ihm beantwortet wurden.
- Mike Doughty erlaubt es den Besuchern seiner Konzerte, Mitschnitte seiner Live-Auftritte aufzuzeichnen und im Internet kostenfrei zum Download anzubieten.[3]